# Солонец (Сучава)
Солонец (рум. Soloneț) — село у повіті Сучава в Румунії. Входить до складу комуни Тодірешть.
Село розташоване на відстані 361 км на північ від Бухареста, 17 км на захід від Сучави, 131 км на північний захід від Ясс.

## Населення
За даними перепису населення 2002 року у селі проживали 1593 особи, усі — румуни. Усі жителі села рідною мовою назвали румунську.